# Bill Saragih
Bill Amirsjah-Rondahaim Saragih Garingging (Simalungun, 1 januari 1933 -Jakarta, 29 januari 2008) was een Indonesische multi-instrumentalist (piano, saxofoon, fluit, vibrafoon, drums, zang) in de jazz.
Saragih, een autodidact op al zijn instrumenten, leidde het Billy Trio (1949-1954) en (met zijn broers) de Jazz Riders (1962-1965). Hij speelde in hotels in Jakarta, na 1966 was hij actief in het buitenland, zoals in Hongkong, Manila, Bangkok en (vanaf 1972) Sydney. Hij leidde Bill Saragih and The Blue Notes (1966-1972) en Bill Saragih Trio (1972-1979). Hij speelde verder onder meer in de groep van Jack Lesmana, de vader van Indra Lesmana. Vanaf het einde van de jaren zeventig studeerde hij onder andere bij David Baker en Jamey Aebersold (lesgeven in improvisatie). In de periode 1979-1988 gaf hij zelf les. In 1991 kreeg hij een prijs van het Jakarta International Jazz Festival.
In 2001 kreeg Saragih voor het eerst een beroerte, waarna hij stopte met optreden.

## Discografie
- Bill Sings 'n Plays, 1997